# Benzenschwil
Benzenschwil est une localité et une ancienne commune suisse du canton d'Argovie, située dans le district de Muri.

## Histoire
Au 1er janvier 2012, elle est intégrée à la commune de Merenschwand.